# Муртино
Муртино (на македонска литературна норма: Муртино) е село в община Струмица на Северна Македония.

## География
Селото е разположено в Струмишкото поле, източно от град Струмица.

## История
През XIX век селото е чисто българско. В „Етнография на вилаетите Адрианопол, Монастир и Салоника“, издадена в Константинопол в 1878 година и отразяваща статистиката на населението от 1873 година, Муртино (Mourtino) е посочено като село с 80 домакинства, като жителите му са 298 българи. Според статистиката на Васил Кънчов („Македония. Етнография и статистика“) от 1900 година селото е населявано от 560 жители, всички българи християни.
В началото на XX век селото е смесено в конфесионално отношение. По данни на секретаря на Българската екзархия Димитър Мишев („La Macédoine et sa Population Chrétienne“) през 1905 година в селото има 480 българи екзархисти и 208 българи протестанти. Там функционират православно и протестантско българско училище.
В селото има комитет на ВМОК. По думите на Михаил Думбалаков:
| „ | Муртиновци са така непреклонни и така предани на върховистите. | “ |

Революционният комитет, разпуснат след Хуриета в 1908 година, е възстановен в края на 1909 година от Христо Чернопеев и върховистите Михаил Думбалаков и Кочо Хаджиманов.
При избухването на Балканската война през 1912 година един жител на селото е доброволец в Македоно-одринското опълчение. Селото е освободено от османска власт от четите на Думбалаков и Хаджиманов.
По време на българското управление във Вардарска Македония в годините на Втората световна война, Илия Богоев от Струмица е български кмет на Муртино от 1 септември 1941 година до 13 март 1942 година. След това кмет е Христо П. Костурлиев от Струмица (23 май 1942 - 9 септември 1944).
Според преброяването от 2002 година селото има 2209 жители.
Според данните от преброяването през 2021 г. Муртино има 1740 жители.
| Националност     | Всичко |
| северномакедонци | 1653   |
| албанци          | 2      |
| турци            | 0      |
| роми             | 0      |
| власи            | 0      |
| сърби            | 1      |
| бошняци          | 0      |
| други            | 84     |

Муртино има основно училище „Маршал Тито“ и футболен клуб „Младост“.

## Личности
Родени в Муртино
- Атанас Йовев (1867 - 1924), войвода на ВМОРО
- Васил Влахов (около 1863 – ?), участник в църковната и училищна борба, деец на ВМОРО[11]
- Илия Стоянов (около 1892 – ?), македоно-одрински опълченец, I отделение, 3-та рота на 3-та солунска дружина[12]

Други
- Борис Трайковски (1956 – 2004), политик от Северна Македония[13]
- Зоран Заев (р. 1974), политик от Северна Македония